# Championnats de France de patinage artistique 1990
Navigation
Championnats de France 1989 Championnats de France 1991
Les championnats de France de patinage artistique 1990 ont eu lieu à la patinoire d'Annecy du 14 au 16 décembre 1989 pour 2 épreuves : simple messieurs et simple dames. La patinoire venait juste d'être inauguré en 1988. La compétition des couples artistiques ne fut pas organisées pour la première fois depuis les championnats de 1963 !
La patinoire de Mériadeck à Bordeaux a accueilli l'épreuve de danse sur glace les 4 et 5 novembre 1989.

## Faits Marquants
- Ce sont les derniers championnats de France avec les figures imposées.

- Les danseurs sur glace Sophie Moniotte et Pascal Lavanchy sont forfaits. Après leur participation aux championnats d'Europe de janvier 1989 à Birmingham, la patineuse souffre d'une inflammation du muscle ilio-psoas, un muscle latéral situé entre les vertèbres lombaires et le fémur[1]. Cette inflammation va les priver de compétitions pendant plus de un an, de février 1989 à mars 1990.

- Pas de compétition pour les couples artistiques.

## Podiums
| Épreuves                            | Or                                  | Argent                            | Bronze                            |
| Messieurs résultats détaillés       | Éric Millot                         | Philippe Candeloro                | Frédéric Harpagès                 |
| Dames résultats détaillés           | Surya Bonaly                        | Laëtitia Hubert                   | Sandra Garde                      |
| Couples résultats détaillés         | -                                   | -                                 | -                                 |
| Danse sur glace résultats détaillés | Isabelle Duchesnay / Paul Duchesnay | Dominique Yvon / Frédéric Palluel | Isabelle Sarech / Xavier Debernis |

## Détails des compétitions

### Messieurs
| Rang | Nom                | Points | Figures imposées | Prog. original | Prog. libre |
| ---- | ------------------ | ------ | ---------------- | -------------- | ----------- |
| 1    | Éric Millot        | 3.8    | 4                | 2              | 1           |
| 2    | Philippe Candeloro | 5.4    | 7                | 1              | 2           |
| 3    | Frédéric Harpagès  | 7.2    | 1                | 3              | 5           |
| 4    | Nicolas Pétorin    | 7.8    | 3                | 6              | 3           |
| 5    | Axel Médéric       | 9.2    | 2                | 4              | 6           |
| 6    | Frédéric Lipka     | 10.8   | 5                | 8              | 4           |
| 7    | Fabrice Garattoni  | 16.0   |                  |                |             |
| 8    | Emmanuel Reiner    | 16.4   |                  |                |             |
| 9    | Frédéric Lebihan   | 18.0   |                  |                |             |
| 10   | Marc Mandina       | 18.4   |                  |                |             |

### Dames
| Rang | Nom              | Points | Figures imposées | Prog. original | Prog. libre |
| ---- | ---------------- | ------ | ---------------- | -------------- | ----------- |
| 1    | Surya Bonaly     | 2.6    | 1                | 2              | 1           |
| 2    | Laëtitia Hubert  | 4.6    | 5                | 1              | 2           |
| 3    | Sandra Garde     | 6.4    | 4                | 3              | 3           |
| 4    | Sandrine Bache   | 8.8    | 6                | 4              | 4           |
| 5    | Claude Péri      | 9.4    | 2                | 6              | 5           |
| 6    | Stéphanie Ferrer | 13.2   | 3                | 5              | 9           |
| 7    | Cécile Tribolet  | 13.4   | 8                | 7              | 6           |
| 8    | Katia Salfati    | 16.6   | 9                | 10             | 7           |
| 9    | Julie Cambe      | 16.8   | 10               | 8              | 8           |
| 10   | Nathalie Schmitt | 18.2   | 7                | 9              | 10          |

### Danse sur glace
| Rang    | Nom                                        | Points |
| ------- | ------------------------------------------ | ------ |
| 1       | Isabelle Duchesnay / Paul Duchesnay        | 2.0    |
| 2       | Dominique Yvon / Frédéric Palluel          | 4.6    |
| 3       | Isabelle Sarech / Xavier Debernis          | 5.8    |
| 4       | Christelle Gautier / Alberick Dalongeville | 9.0    |
| 5       | Pascale Vrot / David Quinsac               | 12.0   |
| 6       | Chrystelle Descolis / Ludovic Deville      | 12.0   |
| 7       | Chistine Chadufaux / Karim Zeriahem        | 15.0   |
| 8       | Gaëlle Harmand / Frédéric Pelette          | 17.0   |
| 9       | Olivier Mermet / Christophe Lecomte        | 19.0   |
| 10      | Sandrine Rosselin / Damien Girard          | 21.0   |
| Forfait | Sophie Moniotte / Pascal Lavanchy          |        |